# Сорочкинське сільське поселення
Соро́чкинське сільське поселення (рос. Сорочкинское сельское поселение) — муніципальне утворення у складі Аромашевського району Тюменської області, Росія.
Адміністративний центр — село Сорочкино.

## Населення
Населення — 587 осіб (2020; 623 у 2018, 749 у 2010, 899 у 2002).

## Склад
До складу поселення входять такі населені пункти:
| Населений пункт      | Населення, осіб (2002) | Населення, осіб (2010) |
| -------------------- | ---------------------- | ---------------------- |
| Іванова, присілок    | 35                     | 21                     |
| Новоаптула, присілок | 436                    | 364                    |
| Сорочкино, село      | 428                    | 364                    |